# Pic Schrader
Le pic Schrader ou Grand Batchimale (3 176 m) est un haut sommet des Pyrénées centrales, situé tout au nord de la province de Huesca en Espagne. C'est l'un des plus hauts sommets de la chaîne des Pyrénées, avec 3 176 m, et le point culminant du massif de Batchimale.
Ses pentes se situent sur la crête centrale des hauts sommets pyrénéens, crête qui sert de ligne de partage des eaux entre la France et l'Espagne et aussi pour la frontière franco-espagnole. Pourtant le sommet se trouve en Espagne, la frontière passant à 200 m du sommet sur le flanc nord-est de la montagne.
Côté français, son versant nord-est ferme la vallée du Louron par son impressionnante silhouette, avec un dénivelé de presque 1 500 m depuis le refuge de la Soula situé seulement à 3,5 km en contrebas. Côté espagnol, le pic domine le haut de la vallée de Chistau.
Le pic Schrader et le massif de Batchimale se situent entre les massifs du Mont-Perdu et des Posets, ce qui permet une vue intéressante par beau temps.

## Toponymie
Auparavant appelé Grand Batchimale, il fut rebaptisé ultérieurement en l'honneur de Franz Schrader (1844-1924), géographe, pyrénéiste, cartographe et peintre paysagiste français, qui a cartographié de nombreuses montagnes et vallées pyrénéennes au XIXe siècle et qui en réalisa la première ascension connue le 11 août 1878 en compagnie du guide de haute montagne Henri Passet.
Le nom Batchimale est le nom de la crête frontalière qui passe sur le versant nord-est du sommet (il y a aussi le Petit Batchimale). Franz Schrader évoque dans ses Mémoires le nom de pic Pétard qui prend le sens de pic Tonnerre.

## Géographie

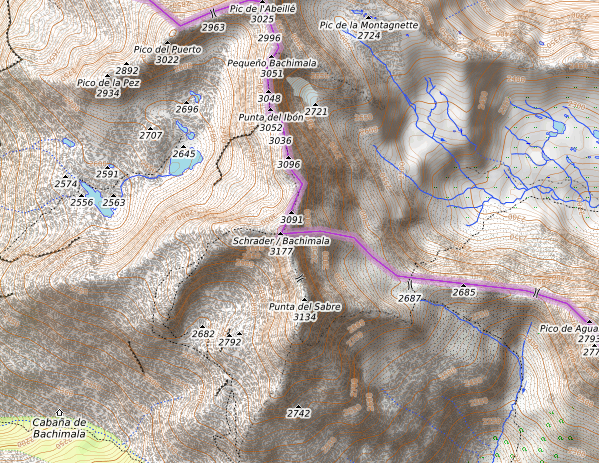
Carte topographique du pic Schrader.

### Topographie
Le sommet est situé en retrait de la crête servant de frontière franco-espagnole entre la vallée du Louron (Hautes-Pyrénées) côté français et la province de Huesca côté espagnol.

### Hydrographie
La crête sur le versant nord-est délimite la ligne de partage des eaux entre le bassin de la Garonne, qui se déverse dans l'Atlantique côté nord, et le bassin de l'Èbre, qui coule vers la Méditerranée côté sud.

## Histoire
Le 11 août 1878 à 10 h 5, la première fut réalisée par Franz Schrader, le guide Henri Passet, et un porteur dont on a oublié le nom.

## Voie d'accès
On peut accéder au pic Schrader par le versant français en passant par la vallée de la Pez ou depuis le refuge de la Soula par le vallon d'Aygues Tortes. On peut également emprunter le versant espagnol qui propose deux itinéraires : l'un à partir de Viados, en suivant la crête ouest de la punta del Sable (3 134 m) et l'autre, peu fréquenté, passant par les lacs de Batchimale.